# Rodolfo Alavez Flores
Rodolfo Alavez Flores (Oaxaca de Juárez, Oaxaca, 18 de abril de 1915-?) fue un político mexicano, miembro del Partido Revolucionario Institucional (PRI). Fue en dos ocasiones diputado federal y en una senador.

## Biografía
Realizó sus estudios básicos en una escuela pública de la ciudad de Oaxaca, y los de secundaria, preparatoria y licenciatura en Derecho en el entonces Instituto de Ciencias y Artes de Oaxaca, aunque los culminó en la Universidad Nacional Autónoma de México (UNAM).
Fue asistente y posteriormente consejero de la Junta Federal de Conciliación y Arbitraje del Distrito Federal, así como agente del Ministerio Público de la Procuraduría General de la República (PGR). Fue también secretario general de la Liga de Comunidades Agrarias y Sindicatos Campesinos de Oaxaca, secretario de Prensa y Propaganda de la Confederación Nacional Campesina (CNC) y presidente estatal del PRI en Oaxaca.
De 1944 a 1947 fue diputado al Congreso del Estado de Oaxaca; en 1949 fue elegido diputado federal suplente a la XLI Legislatura de dicho año a 1952, siendo diputado propietario Alberto Mayoral Pardo. En 1950 el gobernador de Oaxaca Manuel Mayoral Heredia lo nombró subsecretario general de Gobierno y en 1951 oficial mayor del gobierno del estado. 
En 1964 fue elegido en propiedad diputado federal por el Distrito 7 de Oaxaca a la XLVI Legislatura que concluyó en 1967; en ella fue miembro de las comisiones 2a. del Ejido; y, de la Industria fármaco-química; así como vicepresidente de la Cámara en noviembre de 1966. En 1970 fue nuevamente elegido diputado federal pero en esta ocasión por el Distrito 2 de Oaxaca a la XLVIII Legislatura que terminó en 1973; y en la que fue integrante de las comisiones de Zonas Áridas; de Asuntos Indígenas; de Estudios Legislativos; 6a. de Asuntos Agrarios; y, de la Gran Comisión.
En 1976 fue postulado como candidato a senador suplente en primera fórmula por el estado de Oaxaca, siendo el senador propietario Eliseo Jiménez Ruiz. Fueron elegidos para las Legislaturas L y LI, de dicho año al de 1982. El 3 de marzo de 1977 el gobernador oaxaqueño Manuel Zárate Aquino, el mismo día el Congreso de Oaxaca se lo concedió y nombró para sustituirlo al frente de la gubernatura al senador Jiménez Ruiz. Este en consecuencia solicitó licencia el mismo día ante la Comisión Permanente del Congreso y el Senado ratificó la licencia el 6 de septiembre siguiente; en consecuencia, Rodolfo Alavez Flores fue llamado al cargo y protestó como senador el 20 de septiembre de 1977. Cesó en el cargo el 4 de diciembre de 1980 en que Jiménez Ruiz lo reasumió, tras haber entregado la gubernatura de Oaxaca.